# Vlade Divac
Vlade Divac, född 3 februari 1968 i Prijepolje, SFR Jugoslavien, är en serbisk professionell basketfunktionär och tidigare basketspelare. Han spelade bland annat för KK Partizan, Los Angeles Lakers och Sacramento Kings.

## Landslagskarriär
Vlade Divac var med och tog OS-silver 1996 i Atlanta. Detta var första gången Jugoslavien (FR Jugoslavien) inte spelade under IOC-koden YUG utan under SCG.

## Lag
- KK Sloga (1983–1986)
- KK Partizan (1986–1989)
- Los Angeles Lakers (1989–1996)
- Charlotte Hornets (1996–1998)
- KK Crvena zvezda (1999)
- Sacramento Kings (1999–2004)
- Los Angeles Lakers (2004–2005)